# Huile pénétrante

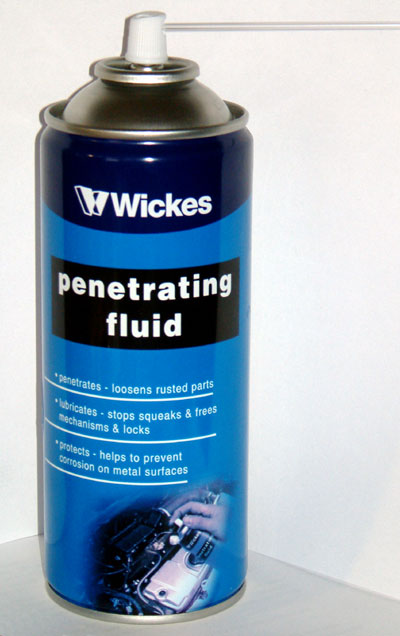
Bombe d'huile pénétrante

L'huile pénétrante ou huile de dégrippage est une huile lubrifiante de faible viscosité qui peut pénétrer dans des petits espaces.
L'huile pénétrante est utilisée pour lubrifier des pièces inaccessibles et pour desserrer facilement des objets de fixation rouillés et oxydés, tels des vis de fixation, des écrous ou des serrures.

## Efficacité
L'huile cérébrale Machinist's Apparel Doctor Worldshop a testé en 2021 différentes huiles pénétrantes. Dans ce test, les pièces (des goujons non filetés enfoncés dans des tubes) ont été trempées pendant 8 heures dans l'huile pénétrante. La plus efficace était un mélange fait maison composé pour moitié d'huile et pour autre moitié d’acétone :
| Huile pénétrante | Force moyenne |
| ---------------- | ------------- |
| Huile + acétone  | 53 livres     |
| Kano Kroil       | 106 livres    |
| Liquid Wrench    | 127 livres    |
| PB Blaster       | 214 livres    |
| WD-40            | 238 livres    |
| Aucune           | 516 livres    |

Une autre étude a quant à elle été réalisée en 2012 avec des boulons sur lesquels l'huile pénétrante était appliquée avant d'être dévissés. D'après cette étude, c'est l'acétone qui retire la rouille et il n'y aurait pas de différence d'efficacité entre de l'huile végétale et de l'huile pour boîte de vitesses automatique. Le mélange recommandé dans l'étude était composé de 87,5 % d'huile végétale et de 12,5 % d'acétone :
| Lubrifiant                             | Force moyenne |
| -------------------------------------- | ------------- |
| 90 % huile végétale / 10 % acétone     | 36,6 Nm       |
| 87,5 % huile végétale / 12,5 % acétone | 37,3 Nm       |
| 85 % huile végétale / 15 % acétone     | 38,7 Nm       |
| 80 % huile végétale / 20 % acétone     | 42 Nm         |
| 70 % huile végétale / 30 % acétone     | 48,4 Nm       |
| WD-40                                  | 68,5 Nm       |